# チェオルワルド
チェオルワルド（Ceolwald、生没年不詳）はウェセックス初期の王族。父はクタ・カスウルフ、息子にコエンレッドがいる。
始祖であるチェルディッチ、キュンリッチの直系ではあるが、曽祖父チェウリンが王位を追われ、傍流が王位を継承したために、王位に就いた事はなかった。生没年は分かっている。
| スタブアイコン | サブスタブ | この項目は、まだ閲覧者の調べものの参照としては役立たない、人物に関連した書きかけの項目です。この項目を加筆・訂正などしてくださる協力者を求めています（P:人物伝/PJ:人物伝）。 |